# Prasinocyma punctilligera
Prasinocyma punctilligera là một loài bướm đêm trong họ Geometridae.